# Mezinárodní politologický ústav Masarykovy univerzity
Mezinárodní politologický ústav Masarykovy univerzity (zkratkou MPÚ, anglicky IIPS) sídlící v Brně na adrese Joštova 10 je výzkumný ústav Fakulty sociálních studií Masarykovy univerzity zaměřující se na studium ekonomického, sociálního a právního vývoje společnosti. Navazuje na činnost Mezinárodního politologického ústavu, který byl do roku 2012 celouniverzitním pracovištěm, a Institutu pro srovnávací politologický výzkum, který byl v letech 2005–2011 výzkumným pracovištěm Fakulty sociálních studií MU. Ústav vydává Politologický časopis.

## Historie

### Historie celouniverzitního MPÚ
MPÚ vznikl 1. července 1990 při Právnické fakultě Masarykovy univerzity a sídlil v jejím tehdejším sídle v Brně, Zelný trh 2. Později se s fakultou přestěhoval do budovy Veveří 70.
Při vzniku MPÚ stáli jeho zahraniční podporovatelé z řad politické emigrace – předseda Rady svobodného Československa Mojmír Povolný, místopředseda Československé národní rady americké a agent StB Vlastislav Chalupa a Ivan Gaďourek z Nizozemí, mimo jiné i za tuto aktivitu získali čestný doktorát Masarykovy univerzity Chalupa a Povolný 2. 5. 1991 a Gaďourek 29. 4. 1992. Na domácí straně se aktivně zapojili účastníci domácího protikomunistického odboje Jaroslav Bohanes a Dušan Novák, kteří byli v 50. letech 20. st. vězněni. K nim se přidal tehdejší děkan právnické fakulty a vedoucí její Katedry ústavního práva a politologie Jiří Kroupa, Petr Rožňák vysokoškolský učitel Vojenské akademie v Brně, Katedry filozofie, politologie a ekonomie, předmětné skupiny politologie i studenti fakulty Zdeněk Koudelka a Vojtěch Šimíček. Chalupa, Povolný, Gaďourek, Bohanes a Novák navázali na svou poválečnou činnost 1945-48 v rámci Oddělení pro vědeckou politiku Zemské kulturní rady Československé strany národně socialistické v Brně, které vydávalo Přehledy a dokumenty k československé politice, jež pod názvem Tři roky vydal MPÚ v Nakladatelství Melantrich Praha 1991. 
Povolný a Chalupa finančně přispěli MPÚ na měsíční přehled československé politiky Budování státu (1990-92) a po rozdělení Československa Budování států (1993-96). Od roku 1991 vydával MPÚ nepravidelně Politologický sborník (1. číslo pod názvem Sborník MPÚ), který se v polovině roku 1994 přeměnil na čtvrtletně vydávaný Politologický časopis.
Roku 1996 přešel MPÚ pod správu Masarykovy univerzity a později se přestěhoval do budovy v Gorkého ul. v Brně. V roce 2005 získal nové sídlo v budově Fakulty sociálních studií Masarykovy univerzity Brno, Joštova 10. V roce 2012 byl Mezinárodní politologický ústav sloučen s Institutem pro srovnávací politologický výzkum a stal se pracovištěm Fakulty sociálních studií MU.

## Ředitelé
- Jiří Kroupa 1990–1994
- Jaroslav Bohanes 1994–1996
- Petr Fiala 1996–2004
- Břetislav Dančák 2004–2009
- Oldřich Krpec 2009–2012
- Vít Hloušek 2012–2023
- Petr Kaniok, od 2023